# 王道中
王道中（？—1551年），字致甫，一字汝立，號黄斋，武驤右衛官籍直隶撫寧縣人。明朝政治人物。

## 生平
正德八年（1513年）癸酉科順天府乡试舉人，九年（1514年）联捷甲戌科三甲第五十四名進士，授安庆府推官，在任三年，召入为刑部主事，嘉靖二年（1523年）升刑部署员外郎，三年七月升鸿胪寺右少卿，六年正月轉升左少卿，八年晋寺卿，十四年十二月改补大理寺右少卿添注，十五年二月填补實職，丁忧归。服阕，十八年（1539年）七月復除原职。八月升顺天府府尹，九月以考察閑住。嘉靖三十年卒。著有《黄斋集》藏于家。

## 家族
父王春，以子道中封奉議大夫。